# Marmormuseum Adnet

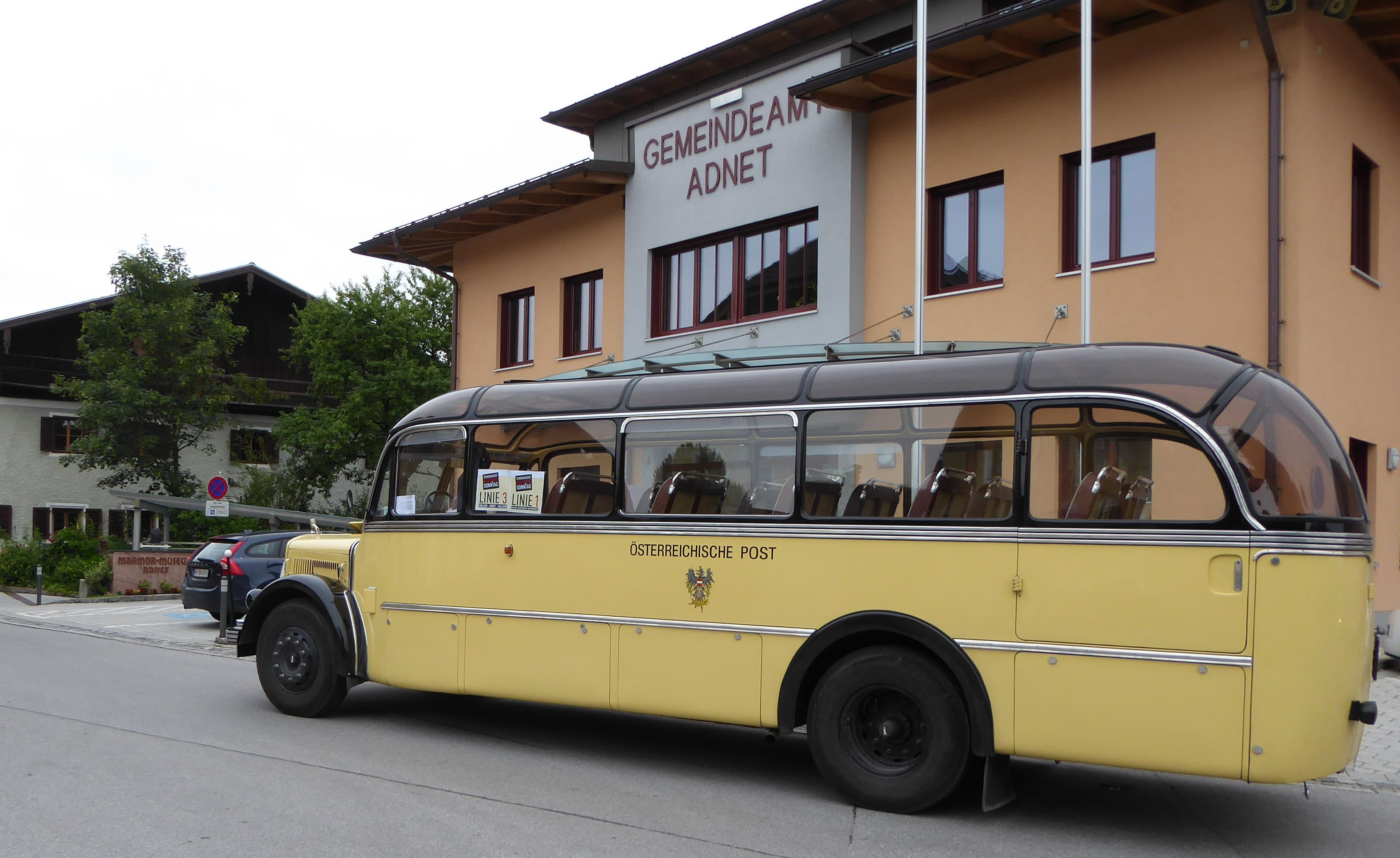
Marmormuseum im Gemeindeamt Adnet

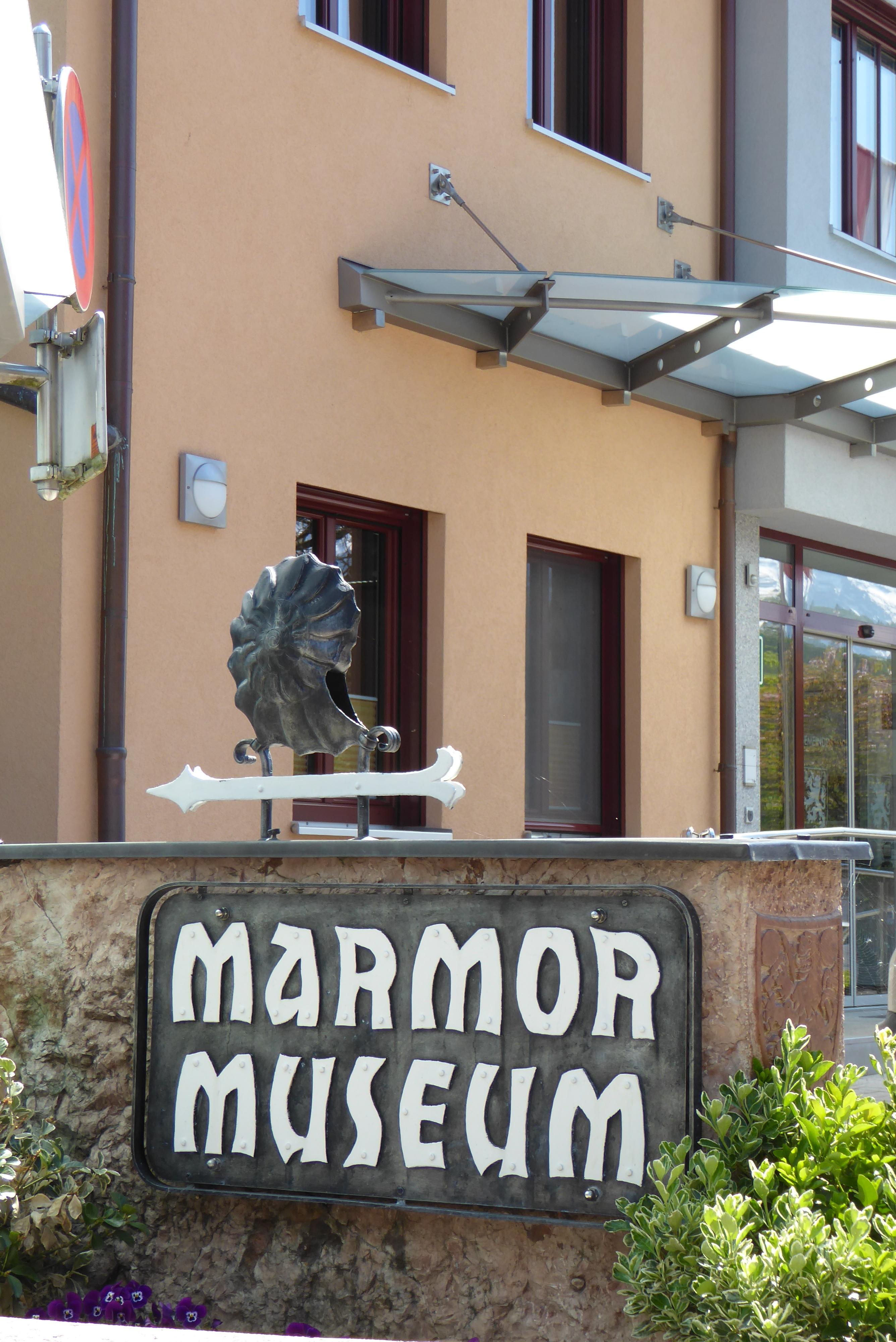
Marmormuseum Adnet

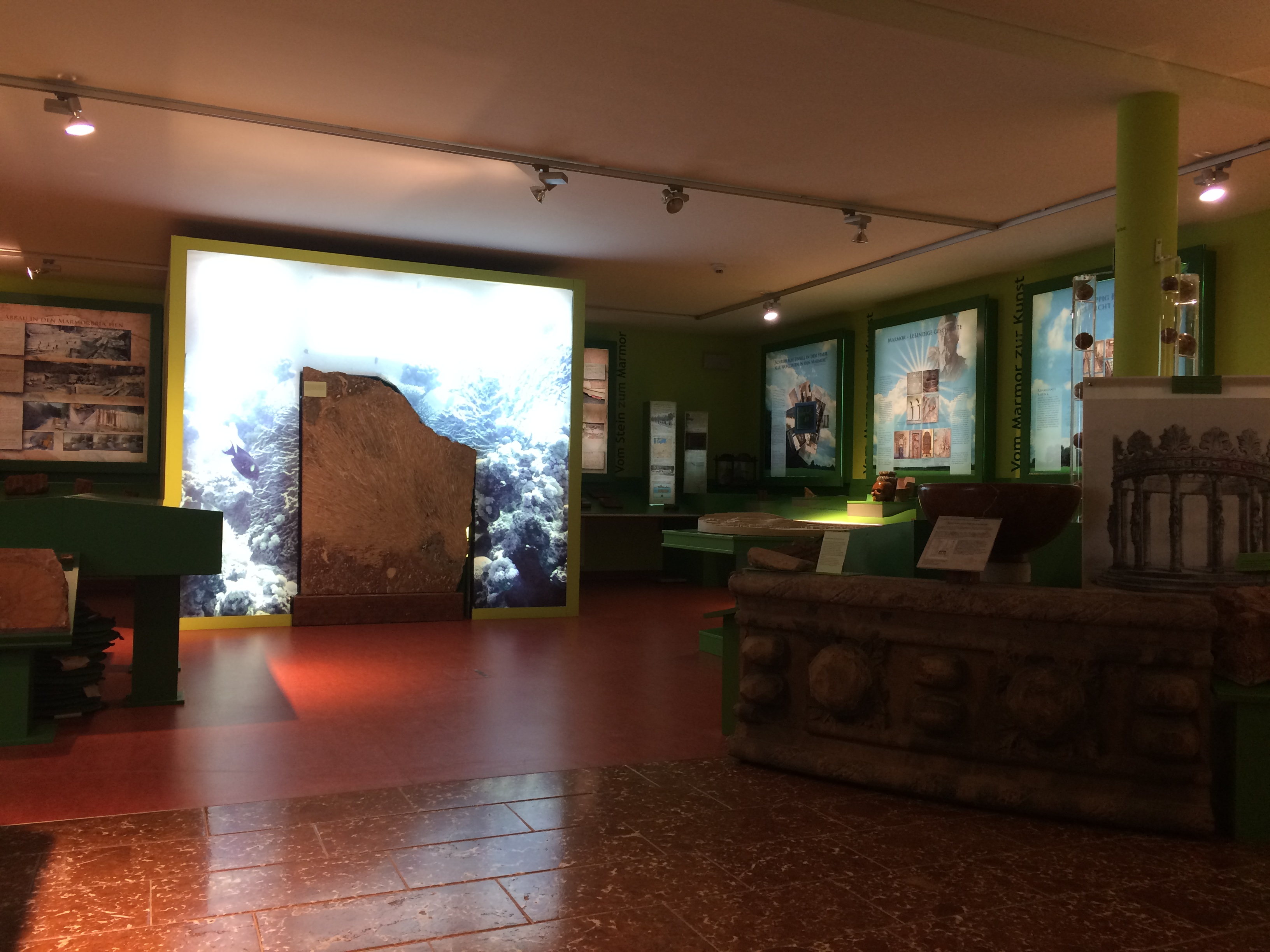
Marmormuseum in Adnet

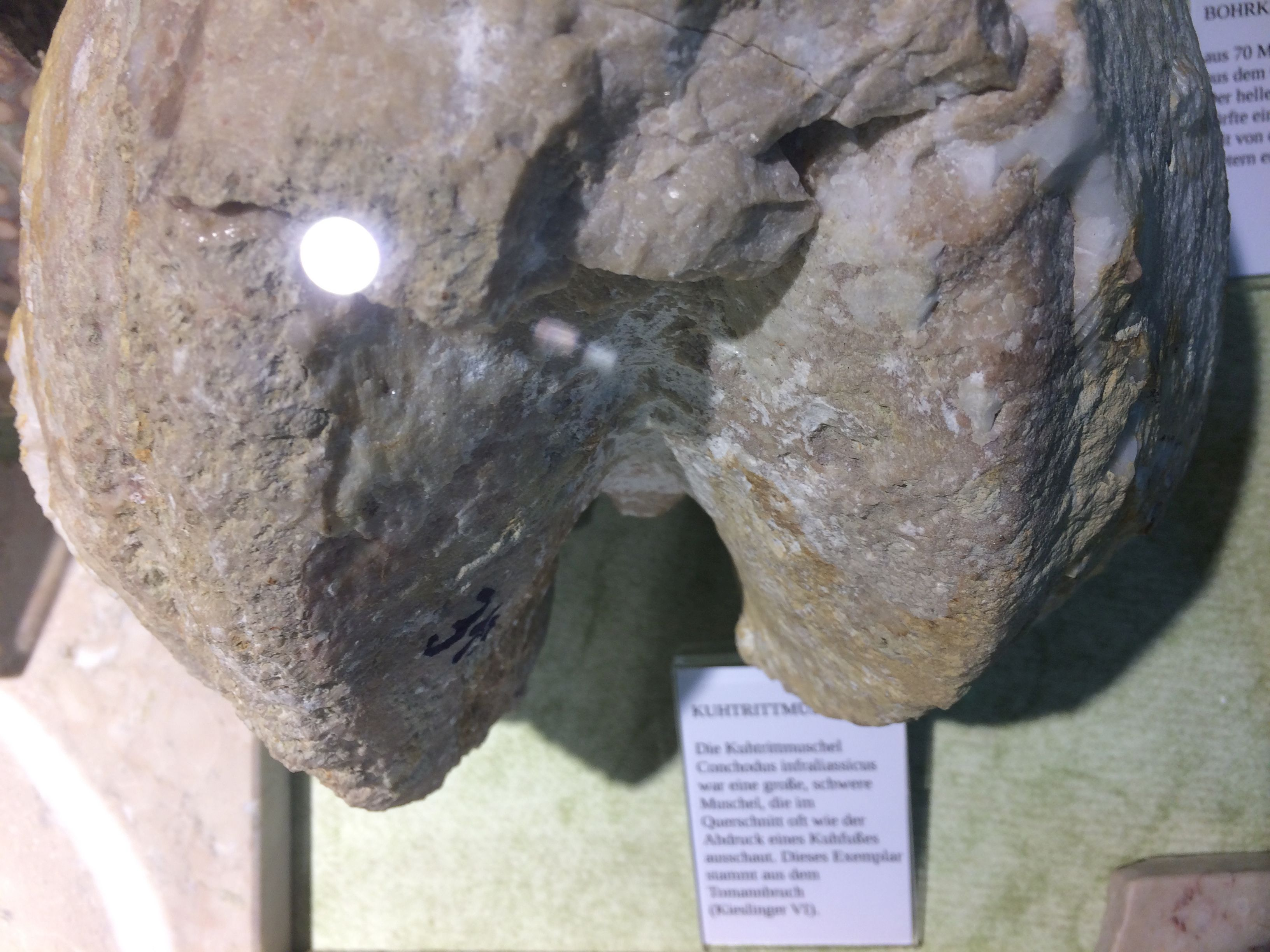
„Kuhtrittmuschel“ aus der Fossiliensammlung

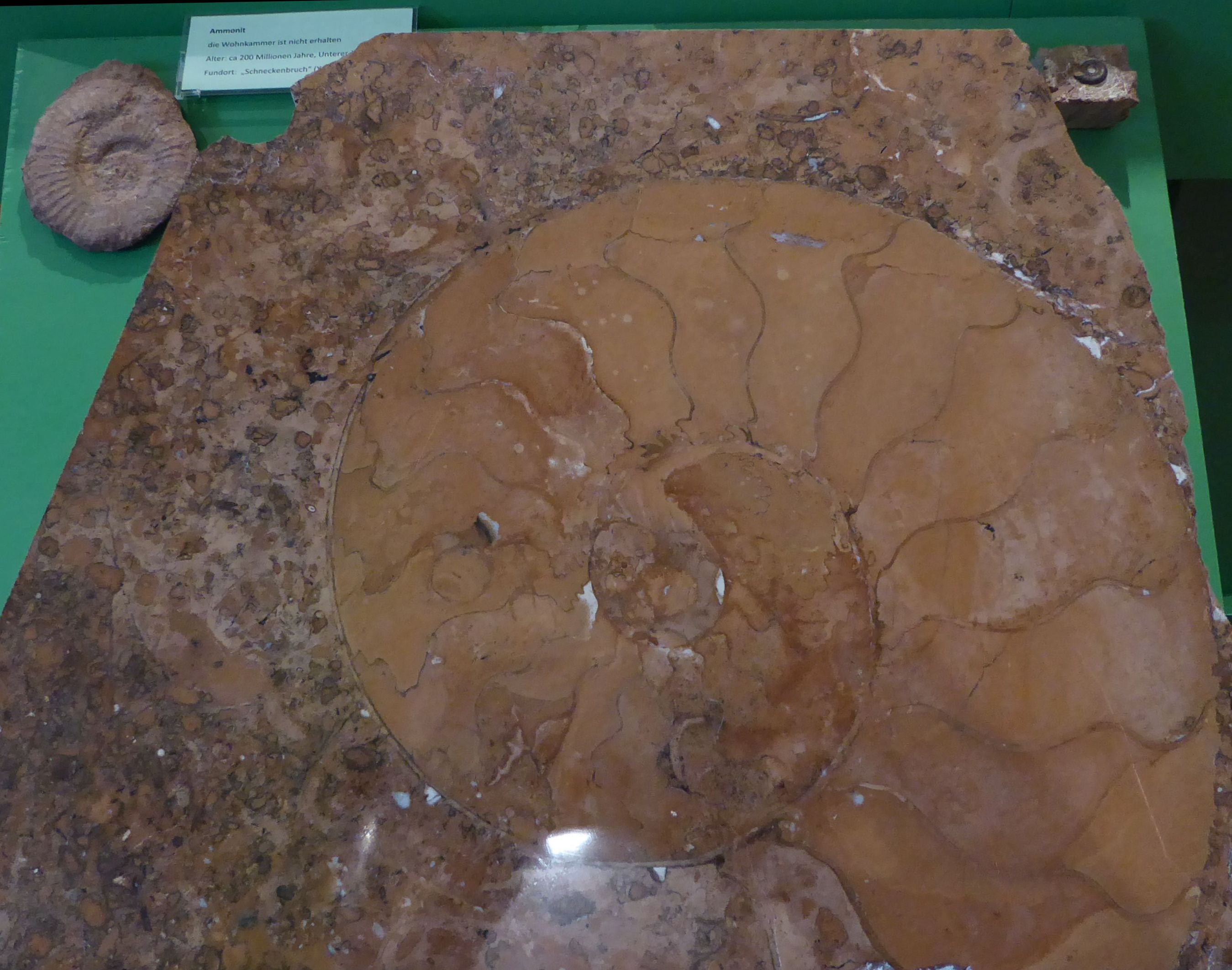
Ammoniten aus den Adneter Steinbrüchen

Das Marmormuseum Adnet zum Adneter Marmor befindet sich im Gemeindehaus der Gemeinde Adnet im Bezirk Hallein im Land Salzburg.

## Geschichte
Das Museum wurde 1992 vom Steintechniker und Bildhauer Franz Kretschmer gegründet. Ein kleiner Kellerraum im alten Gemeindehaus beherbergte besondere Fundstücke aus den Adneter Steinbrüchen und auf Voranmeldung konnten diese besichtigt werden. Meistens wurde ein Museumsbesuch mit einer Wanderung durch die Steinbrüche, entlang des „Marmorlehrpfads“ kombiniert. Beim Umzug des Museums 2010 in das neu errichtete Gemeindehaus erfolgte eine völlige Neugestaltung der musealen Konzeption.

## Museum
Der etwa 100 m² große und barrierefrei zugängliche Schauraum ist interaktiv konzipiert und will damit vor allem auch Kinder ansprechen. Sowohl die Entstehung des Adneter Natursteins mit seinen vielfältigen Varietäten, die unterschiedlichen Abbaumethoden samt Werkzeuge, als auch seine kulturelle Bedeutung in Architektur und Kunst sind anschaulich präsentiert. Der frei zugänglichen Museumsgarten mit einigen Exponaten aus Kunst und Bautechnik ist auch ein ruhiger Ort der Entspannung.
Das Museumskonzept entstand im Zuge eines EU-Projektes in Zusammenarbeit mit Christian F. Uhlir. Die Forschungsgruppe CHC an der Universität Salzburg befasste sich mit historischen Steinbrüchen in Europa, wobei die Analyse der besonderen Bedeutung des Gebietes der Adneter Steinbrüche als Kulturerbe im Zentrum stand. Hervorzuheben sind die Materialanalysen zum Lienbacher Marmor, die in Kooperation mit der Firma Kiefer an der Comenius-Universität Bratislava durchgeführt wurden.
Blickfang beim Betreten des Museumsraums ist ein polierter Längsschnitt durch einen ca. 1 m hohen „versteinerten“ Korallenstock. Diese Platte stammt aus dem „großen Tropfbruch“ und ist ein Rhätischer Riffkalk, ein Helltropf Marmor, unter tropischen Bedingungen entstanden vor etwa 205 Millionen Jahren im Tethys. Die gezeigte Schausammlung umfasst hauptsächlich die verschiedenen Marmorsorten in ihren unterschiedlichen Farbvarianten und Oberflächenbearbeitungen. Fossilien bilden einen weiteren Schwerpunkt der gezeigten Objekte, neben Ammoniten von unterschiedlicher Größe sind auch Dachstein Muscheln (Megalodonten) und Seelilienglieder erwähnenswert. Als Leihgabe des Salzburg Museums ist ein Bauteil des geplanten „Kaiserdenkmals für den Dom zu Speyer“ ausgestellt, das Hans Valkenauer im Auftrag Kaiser Maximilians I. ausführen sollte aber nicht realisiert wurde.

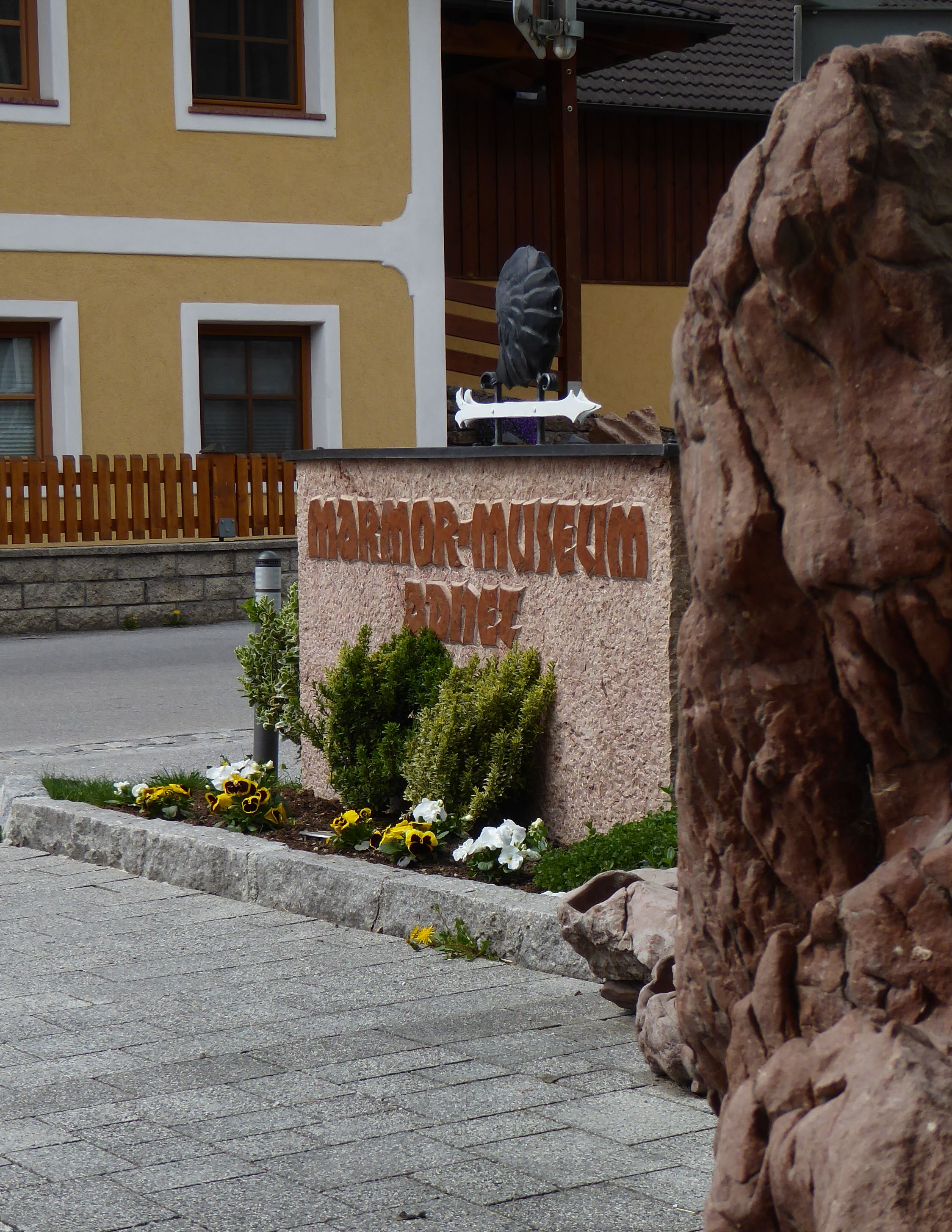
Vorplatz Marmormuseum Adnet

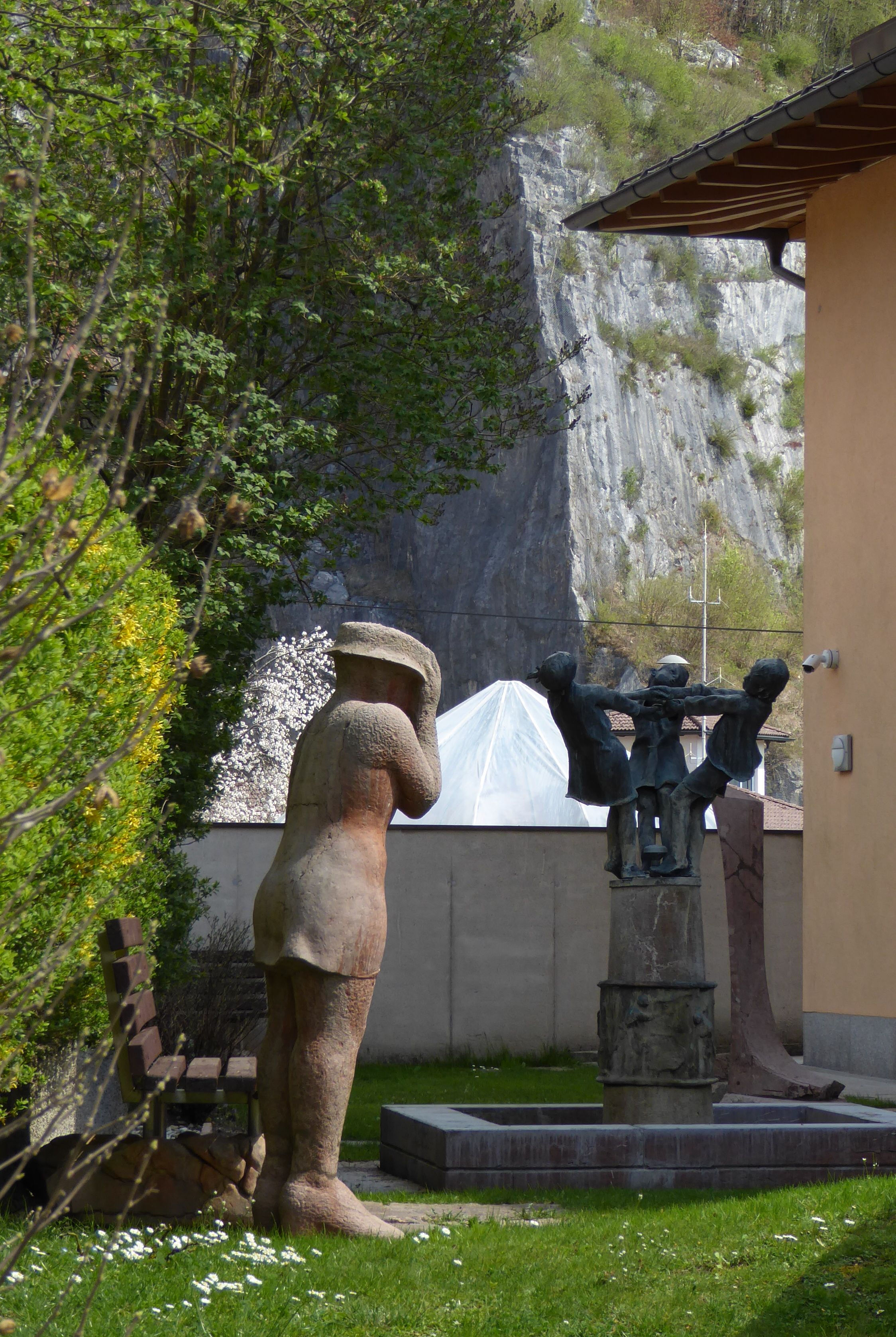
Museumsgarten. Brunnen von Herbert Trapp

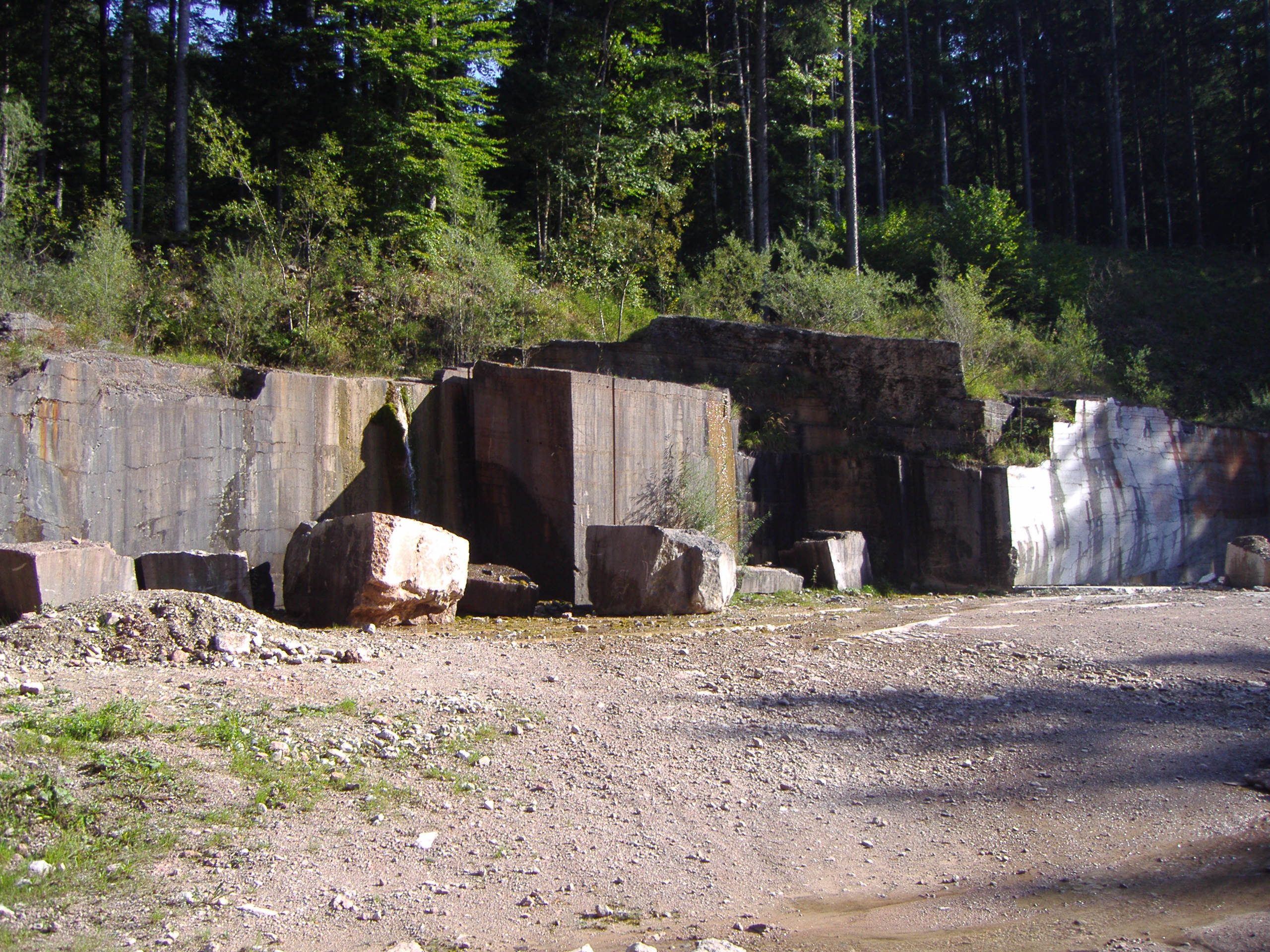
Schnöll-Steinbruch am Marmorweg

## Museumsverein Adnet
Museumspädagogische Aktivitäten, Museumsführungen und Führungen entlang des Marmorweges werden vom „Museumsverein Adnet“ angeboten. Eine Führung entlang des beschilderten Marmorweges in die verschiedenen Steinbrüche dauert ca. zwei Stunden. Beim Schmiedbruch (Alter-Graurotschnöllbruch) gibt es das Schmiede-Museum, dort sind historische Steinbearbeitungswerkzeuge und ausgewählte Werksteinblöcke aus den verschiedenen Steinbrüchen ausgestellt.
Bisherige Obmänner des Museumsvereins waren Franz Kretschmer, Helmut Auer, Berthold Ziller, und Helmuth Hickmann. Seit 2016 bekleidet Arnold Kretschmer, Sohn des Vereinsgründers, die Funktion des Vereinsobmanns.

## Adneter Marmorweg
Neun bedeutende Steinbrüche können mit autorisierten Mitarbeitern des Museumsvereins besichtigt werden. Für private Wanderer gilt ein bergbaurechtliches Betretungsverbot der Abbaustellen. Jedoch für Information ist gesorgt, am öffentlichen Wanderweg durch das Steinbruchgebiet sind an besonderen Stellen Tafel angebracht, die ausführlich über die Besonderheiten des jeweiligen Steinbruchs berichten. Diese bedruckten Poster aus LKW-Planen wurden im Zuge des EU-Projektes Historic Quarries installiert.
Die Informationstafeln beschreiben:
Eisenmann Steinbruch,
Rotgrau-Schnöll-Steinbruch,
Wimberg- oder Plattenbruch,
Schecksteinbruch,
Schmiedebruch,
Lienbacher Bruch,
Tropfbruch,
Steinbruch am Eisernen Geländer.

## Auszeichnungen
- Das Museum erhielt 2014 das Österreichische Museumsgütesiegel.